# Det indiske subkontinent
Det indiske subkontinent er en halvø på det eurasiske kontinent som ligger på den indiske plade og videre ud over Det Indiske Ocean.

## Geografi
Den indiske plade var oprindeligt et fritstående kontinent som består af lag fra Madagaskar, som for ca 90 millioner år siden drev langsomt mod Asien. Den mødte den eurasiske plade for mellem 50 og 55 millioner år siden, et møde som skabte den tibetanske plade og bjergkæden Himalaya. Den indiske plade driver fortsat nordøstover med en fart på 5 cm om året. Siden den eurasiske plade kun driver nordover med 2 cm om året, bliver Himalaya-bjergene fortsat presset højere op.

## Geopolitik
Regionen er kendt som et subkontinent, fordi dets geografi og geologi er forskellig fra resten af kontinentet. Området inkluderer Bhutan, Indien, Sri Lanka, Nepal, dele af Afghanistan, Bangladesh, Pakistan og ofte også andre sydøstasiatiske lande.